# قائمة أعمال مايا أنجيلو
تشمل أعمال مايا أنجيلو السيرة الذاتية، والمسرحيات، والشعر، والإنتاج التلفزيوني، وتملك أيضًا خبرة مهنية في الإخراج والتمثيل والتحدث بنشاط. اشتهرت أنجيلو بكتبها، بما في ذلك سلسلتها المؤلفة من سبع سير ذاتية بدءًا من كتاب أعرف لماذا يغرد الطائر الحبيس (1969).
تتميز السيرة الذاتية لأنجيلو بالأسلوب والسرد والامتداد عبر الزمان والمكان من أركنساس إلى أفريقيا والعودة إلى الولايات المتحدة الأمريكية، ومنذ بدايات الحرب العالمية الثانية وحتى اغتيال مارتن لوثر كينغ جونيور. كتبت أنجيلو مجموعات من المقالات بما في ذلك لم أكن سآخذ شيئًا من أجل رحلتي الآن (1993) وكتاب حتى النجوم تبدو وحيدة (1997) التي وصفها الكاتب هيلتون ألس بأنها «كتب الحكمة» وأنها «المواعظ المنسوجة بخيوط السيرة الذاتية». استخدمت أنجيلو المحرر نفسه طوال حياتها المهنية في الكتابة، وهو روبرت لوميس، المحرر التنفيذي في دار النشر راندوم هاوس الذي تقاعد في عام 2011. قالت أنجيلو بخصوص لوميس: «لدينا علاقة واسعة الشهرة بين دور النشر».
كانت واحدة من أكثر الكتّاب المكرّمين من جيلها، فحصلت على قائمة ممتدة من الأوسمة والجوائز بالإضافة إلى أكثر من 30 درجة فخرية. كانت كاتبة غزيرة في الشعر، إذ رُشِّح مجلدها بعنوان أعطني كوب ماء بارد قبل أن أموت (1971) لجائزة بوليتزر، واختارها الرئيس بيل كلينتون لإلقاء قصيدتها «على وقع نبضات الصباح» في حفل تنصيبه في عام 1993.
شملت مهنة أنجيلو الناجحة العديد من الأدوار في المسرحيات والأفلام والأعمال التلفزيونية بما في ذلك ظهورها على شاشة التلفزيون في المسلسل الأمريكي القصير جذور في عام 1977. يُعتبر فيلمها جورجيا جورجيا (1972) أول سيناريو تكتبه امرأة سوداء وتنتجه. كانت أنجيلو أول امرأة أمريكية من أصل أفريقي تتمكن من إخراج فيلم سينمائي كبير بعنوان إلى أسفل الدلتا في عام 1998. حاضرت أنجيلو في الكثير من حلقات المحاضرات منذ تسعينيات القرن الماضي واستمرت بذلك حتى أصبحت في الثمانينيات من عمرها.

## الأدب

### السير الذاتية
- أعرف لماذا يغرد الطائر الحبيس (1969).
- اجتمعوا معًا على اسمي (1974).
- الغناء والتأرجح والاحتفال كعيد الميلاد (1976).
- قلب امرأة (1981).
- كل أبناء الرب يحتاجون أحذية للسفر (1986).
- أغنية أُرسلت إلى النعيم (2002).
- أعرف لماذا يغرّد الطائر الحبيس (2004).
- أمي وأنا وأمي (2013).

### مقالات شخصية
- لم أكن سآخذ شيئًا من أجل رحلتي الآن (1993).
- حتى النجوم تبدو وحيدة (1997).
- رسائل إلى ابنتي (2008).

### كتب الأطفال
- الحياة لا تخيفني (1998).
- منزلي المرسوم، دجاجتي اللطيفة وأنا (1994).
- كوفي وسحره (1996).
- سلسلة مايا العالمية (2004).
- آيزاك من لابلاند
- أنجلينا الإيطالية
- رينيه ماري الفرنسية
- ميكيل من هاواي